# Notts County Football Club
Ne pas confondre avec Nottingham Forest, un autre club de football basé à Nottingham et rival de celui-ci.
Maillots
Actualités
Le Notts County Football Club (appelé parfois plus simplement le Notts ou encore County) est un club de football professionnel anglais fondé le 28 novembre 1862 et basé dans la ville de Nottingham. Il s'agit du plus ancien club au monde à évoluer au niveau professionnel depuis sa promotion en League Two en 2023. 
Entre 1888 et 2014, le club a joué un total de 4 756 matches en Football League, ce qui est le plus grand total pour un club anglais.
Lors des matchs à domicile, l'équipe joue au Meadow Lane en maillots rayés noir et blanc.
À plusieurs reprises, Notts County a décroché la promotion en première division anglaise, le plus récemment lors de la saison 1990-1991.
Le club évolue en League Two (quatrième division anglaise) pour la saison 2025-2026.

## Histoire

### Les débuts (1862-1900)
Le club est fondé le 28 novembre 1862 et adopte un statut professionnel en 1885. C'est le plus vieux club professionnel d'Angleterre, et le plus vieux club au monde à être encore professionnel à ce jour. En Angleterre, le seul club indépendant (n'appartenant pas à une école ou autre association) créé avant 1862 est le club amateur de Sheffield FC, fondé en 1857 et évoluant actuellement en Northern Premier League Division One South, soit la huitième division anglaise.
En novembre 1872, le défenseur latéral de Notts County Ernest Greenhalgh (en) joue pour l'équipe d'Angleterre contre l'Écosse dans ce qui est le tout premier match international de football. Il devient ainsi le premier joueur international du club.
Le club rejoint la League dès sa création en 1888, dont il fait partie des douze clubs fondateurs (avec Accrington, Aston Villa, Blackburn Rovers, Bolton Wanderers, Burnley, Derby County, Everton, Preston North End, Stoke City, West Bromwich Albion et Wolverhampton). Lors de sa toute première saison dans la League, Notts termine à la 11e place, devançant Stoke City.
Lors de la saison 1890-1891, le club atteint la troisième place du classement, ce qui en fait le meilleur classement obtenu par le club dans la compétition. Dix saisons plus tard, cet exploit est répété.

Le 25 mars 1891, Notts County atteint la finale de la FA Cup pour la première fois. Les Magpies sont défaits 3-1 par Blackburn Rovers au stade The Oval, malgré le fait qu'ils avaient battu la même formation 7-1 seulement une semaine avant. 

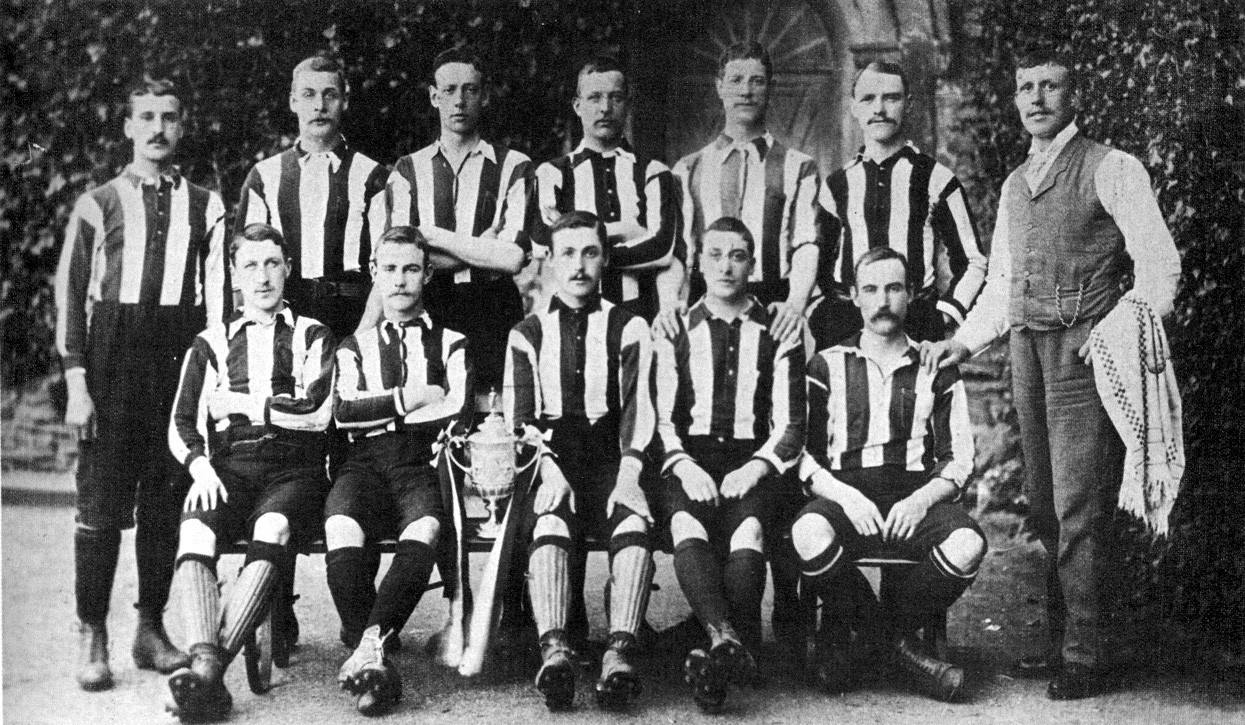
Le onze vainqueur de la FA Cup

Trois ans après, le 31 mars 1894, le club remporte la première FA Cup de son histoire en surclassant Bolton 4-1 au Goodison Park. Durant ce match, l'attaquant écossais Jimmy Logan inscrit le second triplé enregistré en finale de la FA Cup. C'est un trophée d'autant plus mémorable pour le club qu'il devient le premier club n'étant pas en première division à remporter la coupe ; durant cette saison, l'équipe évolue en seconde division.

### De 1900 à 1940
La Juventus, à la fin de 1901, adopte les couleurs noir et blanc du maillot de Notts. 
En 1910, le club déménage dans son stade actuel, le Meadow Lane. Le premier match se termine par un nul 1-1 face au grand rival Nottingham Forest devant pas moins de 28 000 personnes.
En 1926, le club est relégué en seconde division, et ne sera plus promu en première division durant plus d'un demi-siècle. La saison 1925-1926 est également la dernière saison durant laquelle le gardien de but Albert Iremonger, 601 titularisations en matchs officiels en vingt-deux ans, joue pour les Magpies.

### Seconde Guerre mondiale et années 50 (1941-1959)
Durant la saison 1941-1942, le club suspend son activité après que le Meadow Lane est touché par un bombardement ennemi.
Cinq ans plus tard, le rival Nottingham Forest utilise temporairement le Meadow Lane après que la Trent inonde le City Ground. En 1947, l'attaquant de Chelsea Tommy Lawton rejoint Notts contre la somme record de 20 000 £. Son arrivée augmente l'affluence aux matchs de manière ahurissante. 

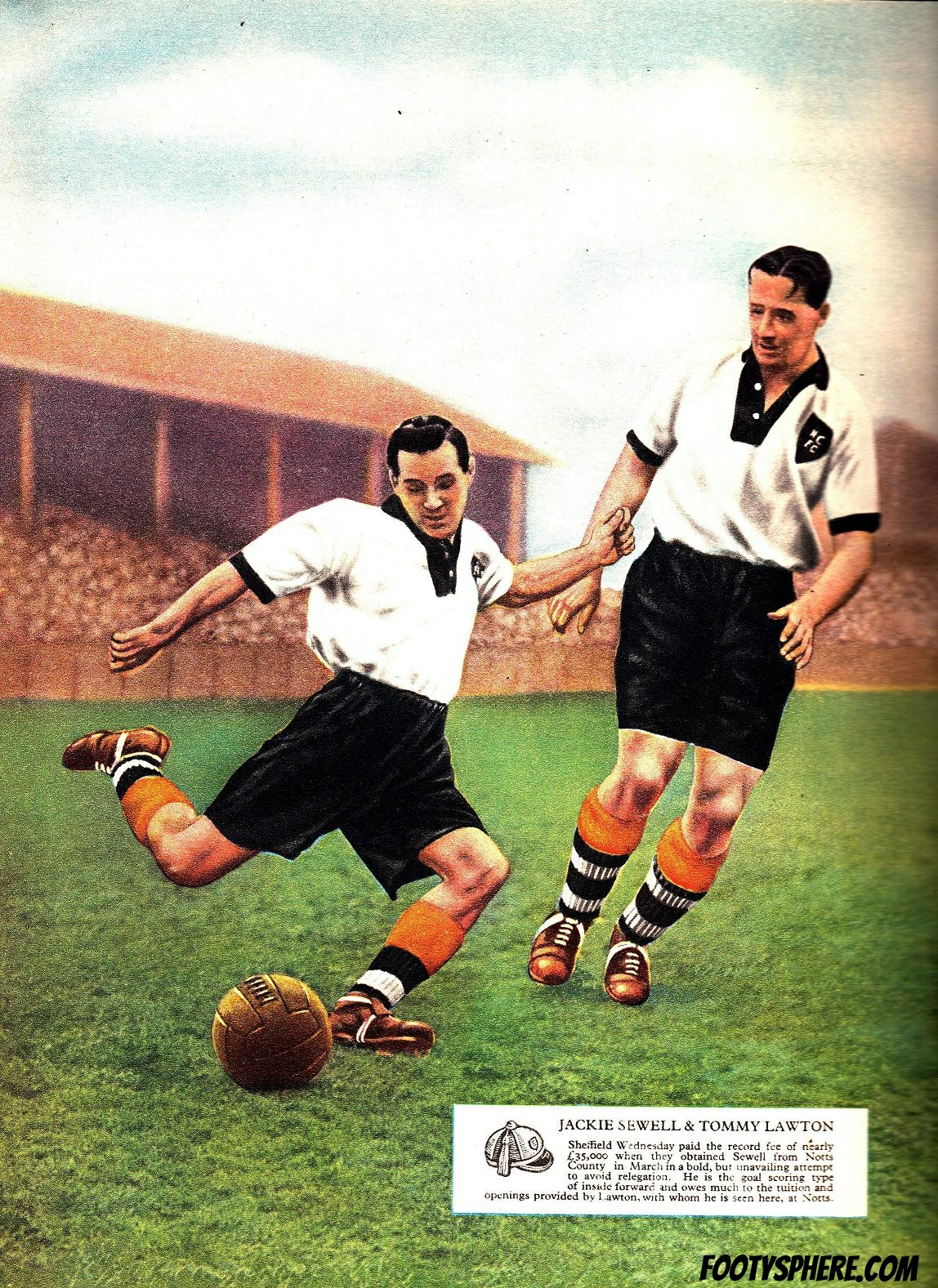
Tommy Lawton (à droite) et Jackie Sewell

La saison 1949-1950 voit le club remporter haut la main le titre de troisième division, tandis que Nottingham Forest atteint la quatrième place de cette même division. La saison suivante est la dernière durant laquelle County évolue dans une meilleure division que Forest.
Durant la saison 1957-1958, les deux rivaux jouent en seconde division, mais, après la relégation de County à la fin de cette saison, ces deux clubs ne s'affronteront plus en championnat jusqu'en 1973. Nottingham Forest remplace Notts County en tant que meilleur club de la ville.

### De 1960 à 1975

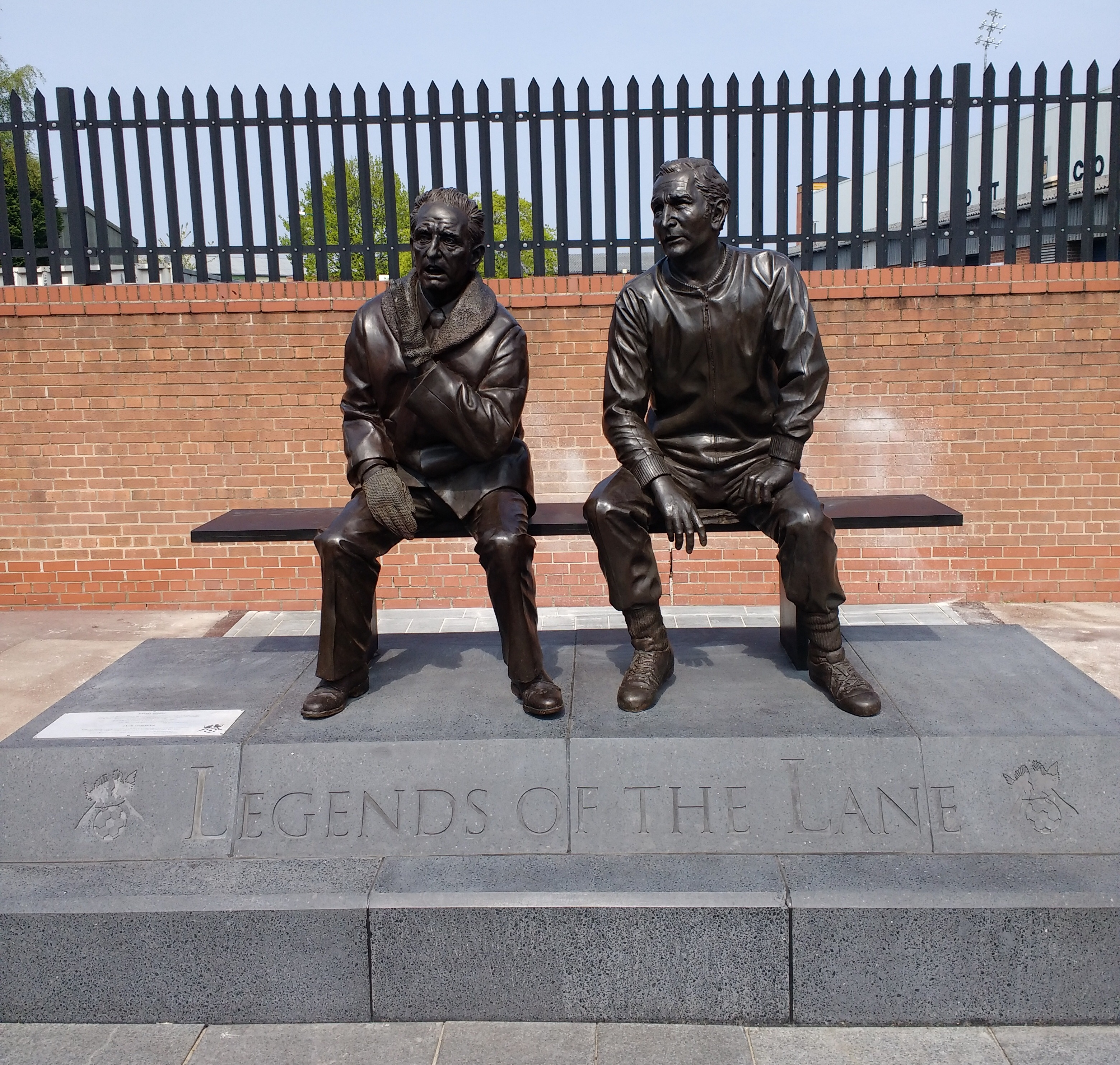
Statue de Jimmy Sirrel et Jack Wheeler au Meadow Lane

Le club, à partir de 1960, est au bord de la crise financière, mais parvient à trouver un semblant de stabilité, heureusement suffisant pour permettre aux Magpies de continuer à évoluer au niveau professionnel. En 1967, alors que le club stagne en quatrième division, Jack Dunnett, homme politique britannique, prend le contrôle du club et, en 1969, nomme Jimmy Sirrel (en), ancien joueur du Celtic, manager du club. Lors de la saison 1970-1971, l'équipe remporte le titre de quatrième division en étant invaincue à domicile. 
Deux saisons plus tard, Notts est promu en seconde division. Cela marque un tournant pour le club, qui peinait à sortir de la quatrième division seulement trois ans avant, et permet aux joueurs d'affronter en championnat leurs vieux rivaux de Nottingham Forest pour la première fois depuis seize ans. Sirrel devient manager de Sheffield United mais reprend son poste à Notts deux ans après.

### De 1980 à l'ère Neil Warnock (1980-1993)
En 1981, le club termine à la deuxième place de la seconde division et décroche la promotion en première division. Jimmy Sirrel réussit l'exploit de faire monter le club au sommet du football anglais alors qu'il évoluait en quatrième division seulement une décennie avant, et met fin à une série de 55 saisons sans que le club n'atteigne la première division.
Au début de cette nouvelle saison, County se déplace à Birmingham pour y affronter Aston Villa, qui avait remporté le titre de champion de première division la saison précédente. Contre toute attente, Notts remporte le match 1-0. 
Après avoir évité la relégation à la fin de la saison en faisant terminer le club à la quinzième place de la League, Jimmy Sirrel devient le manager général de l'équipe et nomme Howard Wilkinson entraîneur de l'équipe.
La saison suivante, le club termine une nouvelle fois à la quinzième place du classement, et évite une fois de plus la relégation. Cependant, Wilkinson quitte son poste d'entraîneur pour aller entraîner son équipe d'enfance, Sheffield United, et l'ancien joueur de Nottingham Forest Larry Lloyd prend sa place. 
En 1984, malgré un très bon parcours en FA Cup, avec une élimination en quarts de finale par le futur champion, Everton, le club termine à l'avant-dernière place du championnat et ne peut éviter la relégation. Cette méforme en championnat continue la saison suivante, entraînant le licenciement de Lloyd au bout de seulement trois mois de compétition. Richie Barker, ancien entraîneur de Stoke City, est alors nommé à la va-vite entraîneur des Magpies, mais ne parvient pas à obtenir des résultats satisfaisants et est limogé moins de six mois après son arrivée. Jimmy Sirrel reprend le contrôle de l'équipe et, même si les résultats s'améliorent, un mois et demi ne suffiront pas à Sirrel pour maintenir le club en seconde division. Notts est relégué pour la deuxième fois consécutive.
Après deux nouvelles années durant lesquelles le club a pris un bon départ dans la division mais n'a jamais réussi à décrocher la montée, Jimmy Sirrel quitte son poste en 1987, mettant fin à l'une des périodes les plus mémorables de toute l'histoire de Notts County. Il est remplacé par John Barnwell en 1987, ancien joueur d'Arsenal et de Nottingham Forest, qui parvient à emmener l'équipe en play-offs mais le club est éliminé en demi-finales. 
Le club ne réussit pas à garder cette bonne dynamique et se retrouve aux portes de la relégation en décembre 1988, Barnwell est renvoyé. C'est à ce moment que l'entraîneur Neil Warnock, qui avait conduit Scarborough au titre de cinquième division la saison précédente, prend le rôle de manager du club. Il parvient à faire remonter le club à la neuvième place du classement.
En 1990, le tout premier match du club à l'ancien Stade de Wembley se solde par une victoire 2-0 en finale des play-offs de troisième division, face à Tranmere Rovers, et permet aux Magpies de remonter en seconde division.
La saison suivante est riche en émotions pour Notts County. L'équipe remporte une victoire historique contre Manchester United en FA Cup et se qualifie en quarts de finale de la coupe, mais ils y seront éliminés par le futur vainqueur, Tottenham. De plus, le club atteint pour la seconde fois consécutive la finale des play-offs, une nouvelle fois à Wembley, où ils battent Brighton & Hove 3-1 devant 60 000 spectateurs, dont 25 000 sont des supporteurs du club de Nottingham. Le club remporte donc sa seconde promotion en deux ans et retrouve la Premier League.
Mais le club, dès sa première saison en Premier League depuis neuf ans, est relégué en 1992. La vente de deux attaquants, Tommy Johnson et Paul Rideout juste avant la fin de la saison, rapporte au club 2 millions de livres et aide à la rénovation du Meadow Lane.

### Du rachat du club à aujourd'hui (depuis 2009)
En 2009, alors qu'il végète en quatrième division, le club est racheté par un consortium d'hommes d'affaires du Moyen-Orient, qui le dote de moyens très importants pour rejoindre à moyen terme l'élite anglaise.
En juillet de cette même année, l'ex-sélectionneur anglais Sven-Göran Eriksson rejoint le club en tant que directeur sportif. À son sujet, Peter Trembling, le patron du club, déclare : « Attirer quelqu'un de ce calibre, cela montre notre ambition. » Dans la foulée, des joueurs tels que Kasper Schmeichel ou l'ancien international anglais Sol Campbell s'engagent en faveur des Magpies. Ce dernier quitte cependant le club après... une seule rencontre officielle disputée.
Le 8 septembre 2011, le club a rendez-vous avec l'histoire, et est invité pour l'inauguration du nouveau stade ultra-moderne de 41 000 places de la Juventus, le Juventus Stadium. Malgré un calendrier difficile, le président de Notts Ray Trew accepte l'invitation avec honneur. Score final, 1-1.
Le 28 novembre 2012, le club fête son 150e anniversaire.
À l'issue de la saison 2014-2015, le club est relégué en English Football League Two (quatrième division).
Le 3 février 2017, 17 274 spectateurs se déplacent au Meadow Lane pour assister au match de championnat entre Notts County et Crewe Alexandra, ce qui en fait la plus haute affluence depuis le réaménagement du stade en 1994. County remporte le match 4 à 1.
À l'issue de la saison 2018-2019, Notts County est relégué en National League (cinquième division).
Au cours de l'été 2019, alors que le club connaît d'inquiétants problèmes financiers mettant en péril sa survie, il est racheté par un consortium danois mené par les frères Christoffer et Alexander Reedtz.
A l'issue de la saison 2022-2023, le club est promu à English Football League Two (quatrième division).

## Identité

### Nom du club
À l'origine, en 1862, le club est appelé Nottingham Football Club, mais le nouveau nom de Notts County Football Club remplace en quelques mois cette appellation. Notts est le diminutif de Nottingham, et County signifie comté, soit une subdivision de l'Angleterre.

### Stade
Durant les deux ans qui suivirent sa création, le club joua à Park Hollow, dans l'enceinte du Château de Nottingham. En décembre 1864, la décision fut prise de jouer contre des adversaires extérieurs, et, par la même occasion, de trouver un terrain plus grand. Après avoir joué sur plusieurs autres terrains, notamment le Castle Ground, les joueurs s'installèrent en 1883 au Trent Bridge, terrain de cricket toujours fonctionnel aujourd'hui. Toutefois, lorsque le terrain était utilisé pour le cricket, Notts était dans l'obligation de jouer ses matchs au Castle Ground ou même au Town Ground, alors terrain de Nottingham Forest, ce qui posa plusieurs problèmes d'organisation. Ce fut en 1910 que l'équipe emménagea dans son terrain actuel, le Meadow Lane.

## Palmarès et statistiques

### Titres
| Compétitions nationales | Coupes nationales                                                  | Compétitions internationales                                                                                            |
| - Championnat d'Angleterre : - 3e place : 1891 et 1901. - Championnat d'Angleterre de deuxième division (3) : - Champion : 1897, 1914 et 1923. - Vice-champion : 1895 et 1981. - Vainqueur des play-off : 1991. - Championnat d'Angleterre de troisième division : - Champion : 1931 (D3-Sud) et 1950 (D3-Sud). - Vice-champion : 1937 (D3-Sud) et 1972. - Vainqueur des play-off : 1990. - Championnat d'Angleterre de quatrième division (3) : - Champion : 1971, 1998 et 2010. - Vice-champion : 1960. | - Coupe d'Angleterre (1) : - Vainqueur : 1894. - Finaliste : 1891. | - Coupe anglo-écossaise (0) : - Finaliste : 1981. - Coupe anglo-italienne (1) : - Vainqueur : 1995. - Finaliste : 1994. |

### Bilan saison par saison
|           | I  | II | III | IV | V | Points  | Matchs | V  | N  | D  | B.p. | B.c. | Diff. |
| --------- | -- | -- | --- | -- | - | ------- | ------ | -- | -- | -- | ---- | ---- | ----- |
| 2024-2025 |    |    |     | 6  |   | 72 pts  | 46     | 20 | 12 | 14 | 68   | 49   | +19   |
| 2023-2024 |    |    |     | 14 |   | 61 pts  | 46     | 18 | 7  | 21 | 89   | 86   | +3    |
| 2022-2023 |    |    |     |    | 2 | 107 pts | 46     | 32 | 11 | 3  | 117  | 42   | +75   |
| 2021-2022 |    |    |     |    | 5 | 82 pts  | 44     | 24 | 10 | 10 | 81   | 52   | +29   |
| 2020-2021 |    |    |     |    | 5 | 70 pts  | 42     | 20 | 10 | 12 | 62   | 41   | +21   |
| 2019-2020 |    |    |     |    | 3 | 63 pts  | 38     | 17 | 12 | 9  | 61   | 38   | +23   |
| 2018-2019 |    |    |     | 23 |   | 41 pts  | 46     | 9  | 14 | 23 | 48   | 83   | -36   |
| 2017-2018 |    |    |     | 5  |   | 77 pts  | 46     | 21 | 14 | 11 | 71   | 48   | 23    |
| 2016-2017 |    |    |     | 16 |   | 56 pts  | 46     | 16 | 8  | 22 | 54   | 76   | -22   |
| 2015-2016 |    |    |     | 17 |   | 51 pts  | 46     | 14 | 9  | 23 | 54   | 83   | -29   |
| 2014-2015 |    |    | 21  |    |   | 50 pts  | 46     | 12 | 14 | 20 | 45   | 62   | -17   |
| 2013-2014 |    |    | 20  |    |   | 50 pts  | 46     | 15 | 5  | 26 | 64   | 77   | -13   |
| 2012-2013 |    |    | 12  |    |   | 65 pts  | 46     | 16 | 17 | 13 | 61   | 49   | +12   |
| 2011-2012 |    |    | 7   |    |   | 73 pts  | 46     | 21 | 10 | 15 | 75   | 63   | +12   |
| 2010-2011 |    |    | 19  |    |   | 50 pts  | 46     | 14 | 8  | 24 | 46   | 60   | -14   |
| 2009-2010 |    |    |     | 1  |   | 93 pts  | 46     | 27 | 12 | 7  | 96   | 31   | +65   |
| 2008-2009 |    |    |     | 19 |   | 47 pts  | 46     | 11 | 14 | 21 | 49   | 69   | -20   |
| 2007-2008 |    |    |     | 21 |   | 48 pts  | 46     | 10 | 18 | 18 | 37   | 53   | -16   |
| 2006-2007 |    |    |     | 13 |   | 62 pts  | 46     | 16 | 14 | 16 | 55   | 53   | +2    |
| 2005-2006 |    |    |     | 21 |   | 52 pts  | 46     | 12 | 16 | 18 | 48   | 63   | -15   |
| 2004-2005 |    |    |     | 19 |   | 52 pts  | 46     | 13 | 13 | 20 | 46   | 62   | -16   |
| 2003-2004 |    |    | 23  |    |   | 42 pts  | 46     | 10 | 12 | 24 | 50   | 78   | -28   |
| 2002-2003 |    |    | 15  |    |   | 55 pts  | 46     | 13 | 16 | 17 | 62   | 70   | -8    |
| 2001-2002 |    |    | 19  |    |   | 50 pts  | 46     | 13 | 11 | 22 | 59   | 71   | -12   |
| 2000-2001 |    |    | 8   |    |   | 69 pts  | 46     | 19 | 12 | 15 | 62   | 66   | -4    |
| 1999-2000 |    |    | 8   |    |   | 65 pts  | 46     | 18 | 11 | 17 | 61   | 55   | +6    |
| 1998-1999 |    |    | 16  |    |   | 54 pts  | 46     | 14 | 12 | 20 | 52   | 61   | -9    |
| 1997-1998 |    |    |     | 1  |   | 99 pts  | 46     | 29 | 12 | 5  | 82   | 43   | +39   |
| 1996-1997 |    |    | 24  |    |   | 35 pts  | 46     | 7  | 14 | 25 | 35   | 59   | -24   |
| 1995-1996 |    |    | 4   |    |   | 78 pts  | 46     | 21 | 15 | 10 | 63   | 39   | +24   |
| 1994-1995 |    | 24 |     |    |   | 40 pts  | 46     | 9  | 13 | 24 | 45   | 66   | -21   |
| 1993-1994 |    | 7  |     |    |   | 68 pts  | 46     | 20 | 8  | 18 | 65   | 69   | -4    |
| 1992-1993 |    | 17 |     |    |   | 52 pts  | 46     | 12 | 16 | 18 | 55   | 70   | -15   |
| 1991-1992 | 21 |    |     |    |   | 40 pts  | 42     | 10 | 10 | 22 | 40   | 62   | -22   |
| 1990-1991 |    | 4  |     |    |   | 80 pts  | 46     | 23 | 11 | 12 | 76   | 55   | +21   |
| 1989-1990 |    |    | 3   |    |   | 87 pts  | 46     | 25 | 12 | 9  | 73   | 53   | +20   |
| 1988-1989 |    |    | 9   |    |   | 67 pts  | 46     | 18 | 13 | 15 | 64   | 54   | +10   |
| 1987-1988 |    |    | 4   |    |   | 81 pts  | 46     | 23 | 12 | 11 | 82   | 49   | +33   |
| 1986-1987 |    |    | 7   |    |   | 76 pts  | 46     | 21 | 13 | 12 | 77   | 56   | +21   |
| 1985-1986 |    |    | 8   |    |   | 71 pts  | 46     | 19 | 14 | 13 | 71   | 60   | +11   |
| 1984-1985 |    | 20 |     |    |   | 35 pts  | 42     | 10 | 7  | 25 | 45   | 73   | -28   |
| 1983-1984 | 21 |    |     |    |   | 41 pts  | 42     | 10 | 11 | 21 | 50   | 72   | -22   |
| 1982-1983 | 15 |    |     |    |   | 52 pts  | 42     | 15 | 7  | 20 | 55   | 71   | -16   |

### Records
Plus important nombre de supporteurs 47310 face à York City, 6e tour de la Coupe d'Angleterre, 12 mars 1955
Victoire la plus importante 11-1 face à Newport County, 15 janvier 1949
Victoire la plus importante en Coupe 15-0 face à Rotherham Town, Premier tour de la Coupe d'Angleterre, 24 octobre 1885
Plus grand nombre de points obtenus en une saison 107 en cinquième division anglaise lors de la saison 2022-2023
But le plus rapide 6 secondes, marqué par Barrie Jones le 31 mars 1962
Plus grand nombre de matchs de championnat sans défaite 19, du 28 février 2012 au 26 décembre 2012

## Rivalités

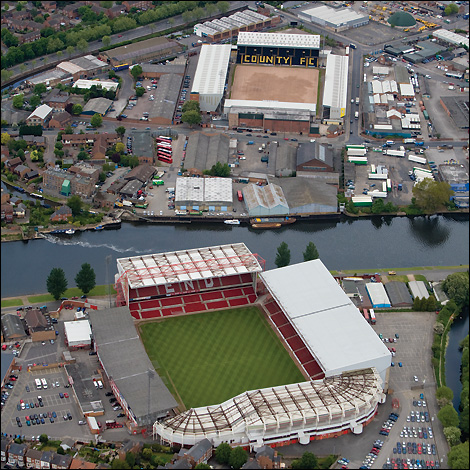
Nottingham.

Le plus grand club rival du Notts County a été fondé en 1865. Il s'agit de son voisin de Nottingham Forest, dont le stade, le City Ground, est situé à seulement 275 mètres du Meadow Lane. Durant ses saisons passées dans les hautes divisions anglaises, le club a également développé une rivalité avec Mansfield Town, son voisin du Nottinghamshire. Les autres club qui partagent une rivalité avec Notts County sont Derby County, Leicester City, Lincoln City et Chesterfield.

## Personnalités du club

### Entraîneurs du club
Le tableau suivant présente la liste des entraîneurs du club depuis 1862.
| Rang | Nom                          | Période   |
| ---- | ---------------------------- | --------- |
| 1    | Comité                       | 1862-1913 |
| 2    | Albert Fisher                | 1913-1917 |
| 3    | R.C.White                    | 1917-1919 |
| 4    | Albert Fisher                | 1919-1927 |
| 5    | Horace Henshall              | 1927-1934 |
| 6    | Charlie Jones                | 1934-1935 |
| 7    | David Pratt                  | 1935      |
| 8    | Percy Smith                  | 1935-1936 |
| 9    | Jimmy McMillan               | 1936-1939 |
| 10   | Jimmy McMillan & Harry Parks | 1938      |
| 11   | Jimmy McMillan               | 1939      |
| 12   | J.R. Tony Towers             | 1939-1942 |
| 13   | Frank Womack                 | 1942-1943 |
| 14   | Frank Buckley                | 1944-1946 |
| 15   | Arthur Stollery              | 1946-1949 |
| 16   | Eric Houghton                | 1949-1953 |
| 17   | George Poyser                | 1953-1957 |
| 18   | Frank Broome (intérim)       | 1957      |
| 19   | Tommy Lawton                 | 1957-1958 |
| 20   | Ernie Coleman (intérim)      | 1958      |
| 21   | Frank Hill                   | 1958-1961 |
| 22   | Ernie Coleman                | 1961-1963 |
| 23   | Eddie Lowe                   | 1963-1965 |
| 24   | Tim Coleman                  | 1965      |
| 25   | Jack Burkitt                 | 1966-1967 |

| Rang | Nom                      | Période               |
| ---- | ------------------------ | --------------------- |
| 26   | Andy Beattie             | févr. 1967-sept. 1967 |
| 27   | Billy Gray               | 1967-1968             |
| 28   | Jack Wheeler             | 1968-1969             |
| 29   | Jimmy Sirrel             | 1969-1975             |
| 30   | Ronnie Fenton            | 1975-1977             |
| 31   | Jimmy Sirrel             | 1977-1982             |
| 32   | Howard Wilkinson         | 1982-1983             |
| 33   | Larry Lloyd              | 1983-1984             |
| 34   | Richie Barker            | 1984-1985             |
| 35   | Jimmy Sirrel             | 1985-1987             |
| 36   | John Barnwell            | 1987-1988             |
| 37   | Neil Warnock             | janv. 1989-janv. 1993 |
| 38   | Mick Walker              | janv. 1993-sept. 1994 |
| 39   | Russell Slade            | sept. 1994-janv. 1995 |
| 40   | Howard Kendall           | janv. 1995            |
| 41   | Steve Nicol              | janv. 1995-juin 1995  |
| 42   | Colin Murphy             | juin 1995-déc. 1996   |
| 43   | Sam Allardyce            | janv. 1997-oct. 1999  |
| 44   | Gary Brazil              | oct. 1999-juin 2000   |
| 45   | Jocky Scott              | juin 2000-oct. 2001   |
| 46   | Gary Brazil              | oct. 2001-janv. 2002  |
| 47   | Billy Dearden            | janv. 2002-janv. 2004 |
| 48   | Gary Mills               | janv. 2004-nov. 2004  |
| 49   | Ian Richardson (intérim) | nov. 2004-mai 2005    |
| 50   | Gudjon Thordarson        | mai 2005-juin 2006    |

| Rang | Nom                                     | Période                |
| ---- | --------------------------------------- | ---------------------- |
| 51   | Steve Thompson                          | juin 2006-oct. 2007    |
| 52   | Ian McParland                           | oct. 2007-oct. 2009    |
| 53   | Dave Kevan & Michael Johnson            | oct. 2009              |
| 54   | Hans Backe                              | oct. 2009-déc. 2009    |
| 55   | Dave Kevan                              | déc. 2009-févr. 2010   |
| 56   | Steve Cotterill                         | févr. 2010-mai 2010    |
| 57   | Craig Short                             | juil. 2010-oct. 2010   |
| 58   | Paul Ince                               | oct. 2010-avril 2011   |
| 59   | Carl Heggs (intérim)                    | avril 2011             |
| 60   | Martin Allen                            | avril 2011-févr. 2012  |
| 61   | Keith Curle                             | févr. 2012-févr. 2013  |
| 62   | Chris Kiwomya                           | févr. 2013-oct. 2013   |
| 63   | Steve Hodge (intérim)                   | oct. 2013-nov. 2013    |
| 64   | Shaun Derry                             | nov. 2013-mars 2015    |
| 65   | Paul Hart & Mick Halsall (intérim)      | mars 2015-avr. 2015    |
| 66   | Ricardo Moniz                           | avril 2015-déc. 2015   |
| 67   | Mick Halsall & Richard Dryden (intérim) | déc. 2015-janv. 2016   |
| 68   | Jamie Fullarton                         | janv. 2016-mars 2016   |
| 69   | Mark Cooper                             | mars 2016-mai 2016     |
| 70   | John Sheridan                           | mai 2016-janvier 2017  |
| 71   | Kevin Nolan                             | janvier 2017-août 2018 |
| 72   | Steve Chettle & Mark Crossley (intérim) | août 2018-sept. 2018   |
| 73   | Harry Kewell                            | sept. 2018-nov. 2018   |
| 74   | Steve Chettle (intérim)                 | nov. 2018              |
| 75   | Neal Ardley                             | nov. 2018-             |